# Cléguérec
Cléguérec település Franciaországban, Morbihan megyében. Lakosainak száma 2849 fő (2022. január 1.). Cléguérec Saint-Aignan, Pontivy, Malguénac, Séglien, Silfiac, Sainte-Brigitte és Neulliac községekkel határos.

## Népesség
A település népességének változása:
| Lakosok száma | 2812 | 2717 | 2716 | 2852 | 2912 | 2930 | 2906 | 2828 | 2835 | 2849 |
|               | 1968 | 1982 | 1990 | 2006 | 2013 | 2015 | 2017 | 2019 | 2020 | 2022 |